# Ministero della giustizia (Bielorussia)
Il Ministero della giustizia' (in bielorusso Міністэрства юстыцыі Рэспублікі Беларусь?, Ministėrstva justycyi Rėspubliki Belarus) è un dicastero del governo bielorusso che amministra il sistema giudiziario della Bielorussia.
L'attuale ministro è Sjarhej Chamenka, in carica dal 18 ottobre 2021.

## Simboli
I simboli del Ministero della giustizia sono stati approvati dal Presidente della Bielorussia con decreti n° 91 del 16 febbraio 2004 (approvazione dello stemma) e n° 238 del 24 maggio 2012 (approvazione della bandiera e del distintivo).
Lo stemma è costituito da un scudo rosso con bordo argentato, che simboleggia la protezione dei diritti e delle libertà dei cittadini, davanti al quale vi è una colonna d'oro che sostiene l'emblema della Bielorussia. Sulla colonna in alto è posizionata una targa con la scritta Zakon, ossia legge, mentre in basso davanti alla colonna vi è un nastro verde con bordo e scritta in oro recante in alfabeto cirillico il nome ufficiale del dicastero. Lo scudo e la colonna sono incorniciati da una corona d'alloro.
La bandiera è un drappello rettangolare di colore blu scuro largo 75 e lungo 150 centimetri al centro del quale è posto lo stemma del ministero, con un diametro pari a 30 centimetri.
Il distintivo "Hanarovy rabotnik justycyi Belarusi" viene assegnato ai dipendenti del ministero e alle organizzazioni da esso dipendenti che vi abbiano lavorato per almeno 10 anni. Esso è caratterizzato da una stella dorata ad otto punte sulla quale è riportato lo stemma del ministero con l'argento al posto dell'oro e un nastro rosso con scritta argentata che riporta il nome dell'onorificenza circondati da una corona d'alloro dorata. Il nastrino è a strisce verticali con la parte centrale in blu scuro e due strisce laterali di colore rosso e verde con larghezza pari a 2 millimetri. Il blocchetto del distintivo è dorato e la parte bassa è decorata col medesimo fregio presente nella bandiera nazionale.

## Ministri
- Leanid Dašuk (21 febbraio 1991 - 4 febbraio 1994)
- Valjacin Sukala (27 ottobre 1994 - 8 gennaio 1997)
- Henadz' Varancoŭ (23 gennaio 1997 - 21 settembre 2001)
- Viktar Halavanaŭ (1º ottobre 2001 - 4 ottobre 2011)
- Aleh Sližėŭski (13 dicembre 2011 - 18 ottobre 2021)
- Sjarhej Chamenka (dal 18 ottobre 2021 - 22 Aprile 2024)
- Evgenij Kovalenko (dal 22 Aprile 2024)